# Irene Camber
Irene Camber, född 12 februari 1926 i Trieste i Friuli-Venezia Giulia, död 23 februari 2024 i Lissone i Lombardiet, var en italiensk fäktare.
Camber blev olympisk guldmedaljör i florett vid sommarspelen 1952 i Helsingfors.